# Леб’яжжя (Ульяновська область)
Леб’яжжя (рос. Лебяжье) — село в Мелекеському районі Ульяновської області Російської Федерації.
Населення становить 1032 особи. Входить до складу муніципального утворення Леб'яжинське сільське поселення.

## Історія
Від 2004 року входить до складу муніципального утворення Леб'яжинське сільське поселення.

## Населення
| 2010 |
| ---- |
| 1032 |